# Regne de les Dues Sicílies
El Regne de les Dues Sicílies -Regno delle Due Sicilie (italià)- fou un regne situat als territoris de la Itàlia meridional ocupats pel Regne de Nàpols i el Regne de Sicília, així com diverses illes menors. La seva existència es remunta a la conquesta d'aquests territoris per part d'Alfons el Magnànim, comte de Barcelona i rei d'Aragó, el 1442. Aquest regne va estar en poder d'Aragó, Espanya, Savoia i Àustria i finalment fou independent des de 1816 fins al 1860, any en què es va produir la unificació d'Itàlia.

## Orígens
El nom de Dues Sicílies té l'origen en l'arribada al poder de Carles I d'Anjou, el qual va rebre de part del papa Climent IV l'any 1266 el títol de Re d'amendue le Sicilie (en català: 'rei de les Dues Sicílies').
Després de la revolta de les Vespres sicilianes l'any 1282, el regne va ser dividit en dues parts: el territori insular sota domini de la corona catalanoaragonesa i el territori peninsular sota domini de la dinastia d'Anjou. Durant l'ocupació catalana i castellana dels següents segles els monarques que ocuparen els dos territoris no utilitzaren mai el títol de "rei de les Dues Sicílies", i es feren coronar reis dels dos territoris per separat.
El 1816 el congrés de Viena oficialitza la unió del Regne de Sicília i del Regne de Nàpols, i utilitzant a partir d'aquell moment Ferran I el nom de "rei de les Dues Sicílies".

### Dinastia Trastàmara
Alfons el Magnànim, comte de Barcelona i rei d'Aragó, va conquerir el 1442 el Regne de Nàpols i el va unificar amb el Regne de Sicília, del qual ell n'era titular des de 1416, creant per primera vegada, tot i que de manera efímera, el Regne de les Dues Sicílies.
A la mort del comte rei català els regnes tornaran a ser dividits: el seu germà Joan II d'Aragó va rebre el Regne de Sicília, mentre que el seu fill natural Ferran I rebé l'herència de Nàpols. Les dues línies catalanoaragoneses van seguir regnant en cada un dels regnes fins que el 1504 Ferran el Catòlic torna a unificar ambdós regnes.

### Dinastia Habsburg

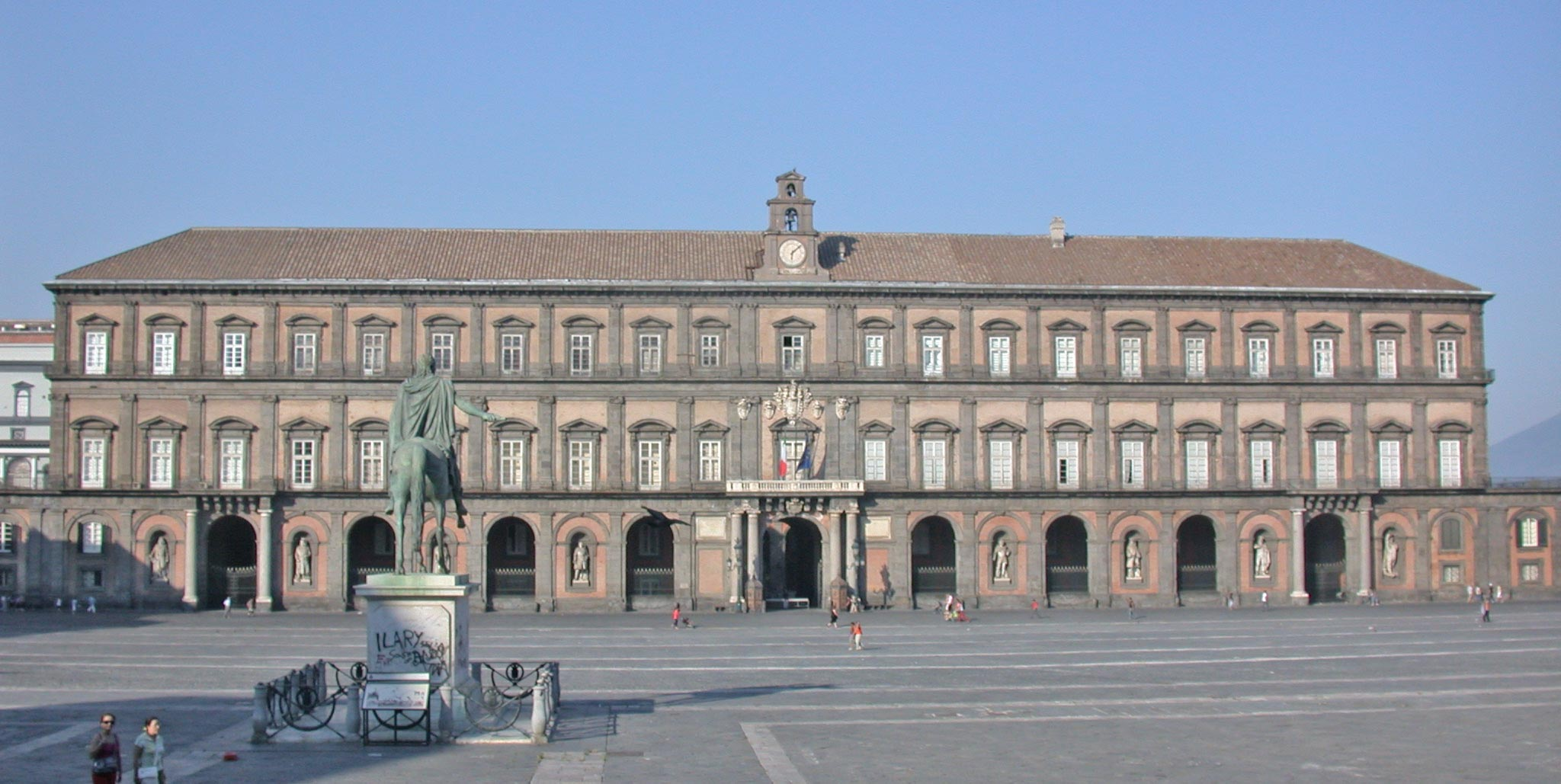
Palau Reial de Nàpols, fet construir el 1603 pel virrei Fernando Ruiz de Castro

Des de 1504 fins a 1713 el Regne de les Dues Sicílies està efectivament unit al Regne de Castella. A la mort de Ferran el Catòlic es va coronar rei Carles I, que el 1519 va esdevenir emperador del Sacre Imperi Romanogermànic amb el títol de Carles V. Des d'aquell moment tots els monarques hispans fins al 1713 seran reis de Sicília i de Nàpols, tot i que aquests territoris foren governats per virreis.
En morir el 1700 Carles II sense fills, nomena successor seu a Felip d'Anjou, net de Lluís XIV de França, en comptes de Carles VI d'Àustria, al qual li donaren suport Gran Bretanya, el Sacre Imperi Romanogermànic i els regnes d'Aragó, Catalunya, Mallorca, València i tant Sicília com Nàpols, la qual cosa desencadenà la Guerra de Successió espanyola (1700-1713).

### Dinastia Borbó, primer període

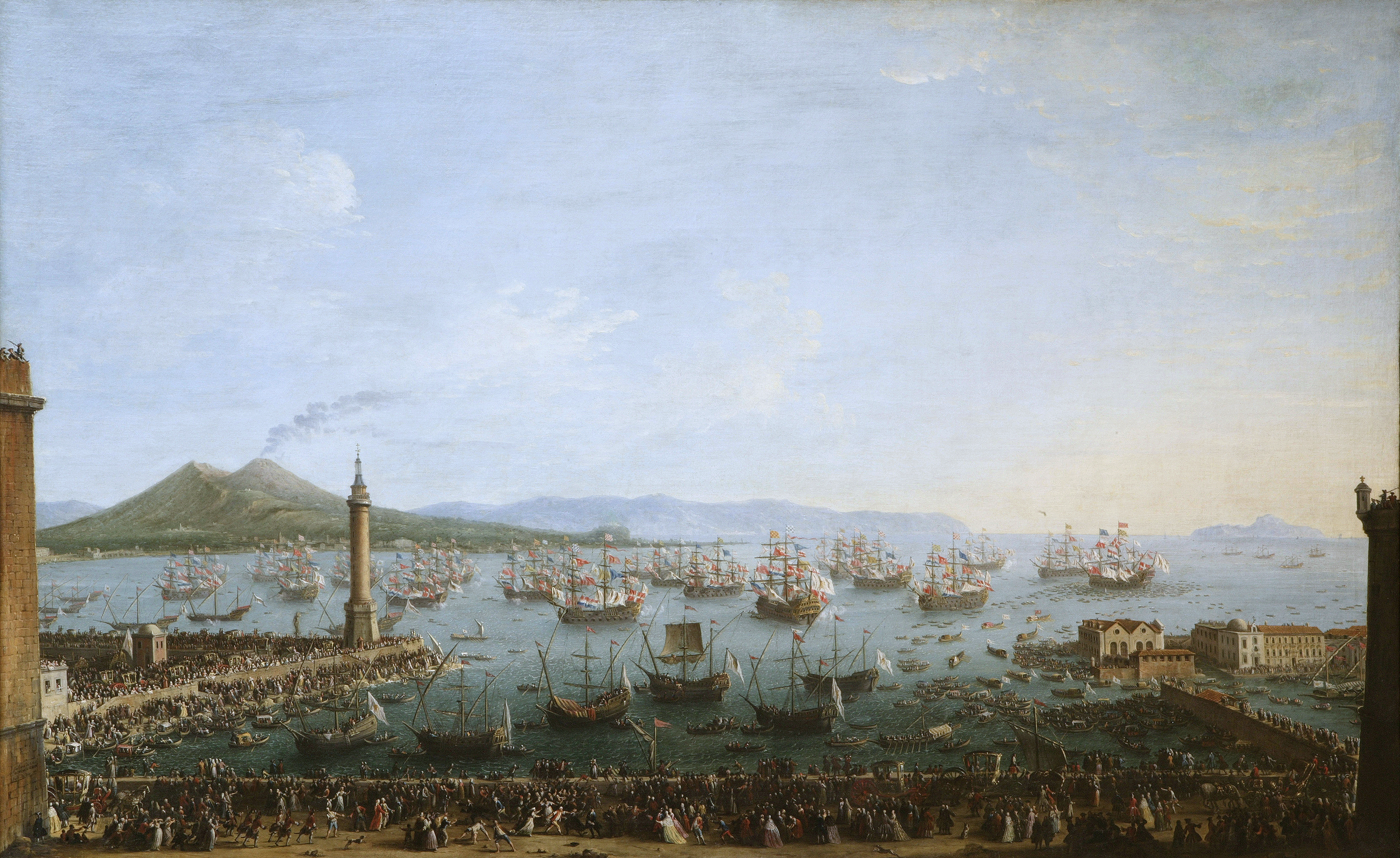
Arribada de Carles III a la ciutat de Nàpols

En acabar la guerra, i amb Felip V victoriós, aquest va haver de renunciar als regnes italians. Així el Regne de Sicília passa a la dinastia Savoia mentre que el Regne de Nàpols va anar a parar a mans de Carles VI d'Àustria. Per una permuta entre els Savoia i els Habsburg l'any 1720 bescanviaren el Regne de Sardenya (el qual havia recaigut després de la Guerra de Successió espanyola en mans austríaques) pel Regne de Sicília, cosa que tornà a unir els dos regnes en un de sol.
El 1734, l'infant Carles de Borbó, fill del rei Felip V d'Espanya i duc de Toscana, i posterior rei Carles III d'Espanya, després de vèncer als austríacs en la batalla de Bitonto s'apoderà de Nàpols i Sicília, i crea novament el Regne de les Dues Sicílies. El 10 de maig d'aquell any Carles de Borbó entrà a Nàpols i el 1735 fou coronat rei a Sicília. Ràpidament aquest estat fou reconegut per França, mentre que els Estats Pontificis ho feren el 1737 i posteriorment la resta d'estats italians. El regne no estigué totalment sota domini espanyol fins al pacte de Viena de 1737, amb el qual s'acabà la Guerra de Successió polonesa, una guerra en la qual participava el gruix de l'exèrcit austríac. El 1744 l'exèrcit espanyol encara hagué d'enfrontar-se als atacs austríacs que pretenien recuperar el regne. Al cap de poc de ser proclamat rei va introduir reformes així com va modernitzar el nou país, i aconseguí la unitat del poble sicilià i napolità a l'entorn d'un mateix rei. Aquestes reformes permeteren un desenvolupament notable de l'economia gràcies a l'augment de la producció agrícola.

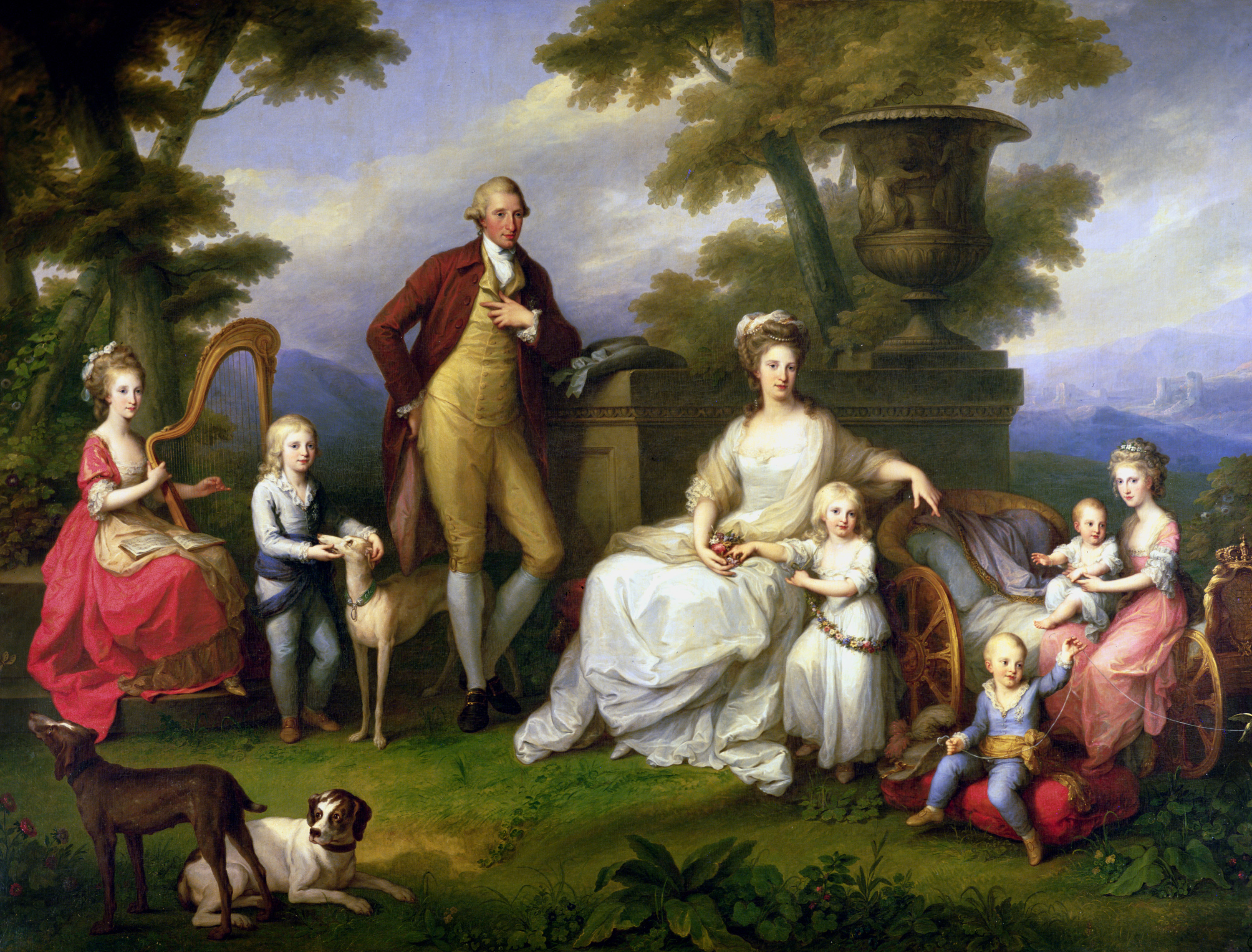
Ferran III de Sicília i IV de Nàpols i la seva esposa Maria Carolina d'Àustria

El 1759 en ser proclamat rei d'Espanya a la mort del seu germà Ferran VI, Carles III renuncià a la corona de les Dues Sicílies en favor del seu fill segon Ferran III de Sicília i IV de Nàpols, i s'inicia així un regne independent de qualsevol altre estat. El 1768 Ferran I es casà amb Maria Carolina d'Àustria, filla de l'emperadriu Maria Teresa I d'Àustria i germana de la reina de França Maria Antonieta d'Àustria. Maria Carolina va participar activament, a diferència del seu marit, en el govern del regne. Ferran tan sols es va ocupar de les relacions amb l'Església i de la construcció d'obres públiques: l'Acadèmia d'Arquitectura de Nàpols i la Casa Vanvitelliana, entre d'altres.
En els primers anys de govern Maria Carolina es va mostrar tolerant amb els moviments republicans, però després de la caiguda de Lluís XVI per la Revolució francesa, va decidir formar part de la Primera Coalició juntament amb altres estats europeus en contra de França, i instituí severes persecucions contra tots els que mostraven simpaties amb les idees revolucionàries franceses.

### Invasió napoleònica
Els francesos van entrar a Itàlia el 1796 amb Napoleó Bonaparte, el qual va poder vèncer fàcilment les tropes austríaques del nord i els febles governs locals. El 1798 els francesos ocupen Roma i els jacobins creen la República Romana. Ferran I envià un exèrcit per frenar els francesos; aconseguí la retirada inicial de les tropes i permeté al rei Ferran entrar triomfalment en la ciutat. El contraatac francès fou devastador i Ferran hagué de retirar-se a Nàpols: lliurà als francesos totes les fortaleses dels territoris septentrionals del regne, incloent Gaeta.

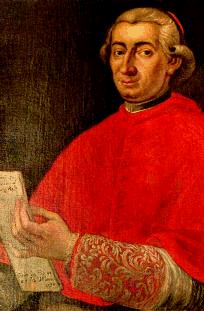
Imatge del cardenal Fabrizio Ruffo, responsable de la restauració monàrquica a Nàpols

El 8 de desembre de 1798 Ferran, des de la ciutat de L'Aquila, va realitzar una proclama demanant als ciutadans defensar el regne. Les tropes de Jean Étienne Championnet en marxar cap a Nàpols troben la resistència de camperols als Abruços i el Laci, en què destacà l'organitzada per Fra Diavolo. El 22 de desembre de 1798 els francesos arribaren a les portes de la ciutat de Nàpols, i obligaren així el rei a abandonar la capital i traslladar-se a Sicília, deixant la ciutat a mercè dels francesos.
El 22 de gener de 1799 un grup de napolitans jacobites van proclamar la República Partenopea o República Napolitana. Aquest nou estat es caracteritzà per un control ferm per part dels francesos i el rebuig popular. El cardenal Fabrizio Ruffo redactà un pla pel retorn del rei, viatjà fins a Palerm per convèncer Ferran del seu retorn i creà l'Armada Catòlica Reial que el 13 de juny de 1799 aconseguí restaurar la monarquia borbònica.
Després de la victòria en la batalla d'Austerlitz el 2 de desembre de 1805, Napoleó entra a Itàlia i va poder dominar definitivament Nàpols; declara la fi de la dinastia Borbònica i nomena el seu germà Josep Bonaparte nou rei de Nàpols el 1806. La fugida de Ferran a Sicília li va permetre realitzar un protectorat amb el Regne Unit de la Gran Bretanya i Irlanda que li feu conservar la part insular del regne.
Quan, l'any 1808, Napoleó va aconseguir l'abdicació dels últims reis borbons regnants a Europa, Carles IV d'Espanya i el seu fill Ferran VII, se li encarregà a Josep Bonaparte fer-se càrrec del Regne d'Espanya. Així Bonaparte fou succeït en el govern de Nàpols; rebé també el títol de rei de Nàpols Joachim Murat, cunyat de Napoleó, que n'ocupà el govern fins al maig de 1815.

## Naixement del nou estat

### Congrés de Viena

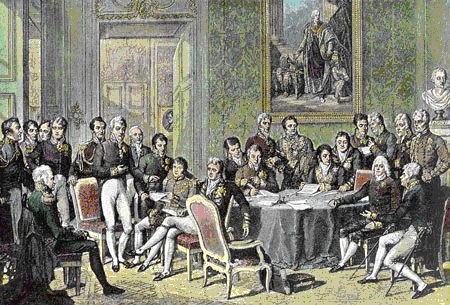
Imatge del congrés de Viena

Després de 20 anys de guerres entre la França napoleònica i la resta de les nacions europees el congrés de Viena, iniciat l'any 1814 i acabat en el 1815, va basar la reorganització del vell continent en el principi de legitimitat. Es van retornar les terres als seus antics monarques, encara que això a Itàlia s'aplicà amb molta elasticitat: la República de Gènova fou agregada, en contra de la seva voluntat, al Regne de Piemont-Sardenya per formar un estat més fort que frenés els francesos; i la República de Venècia no es restaurà. El Regne de Nàpols meridional, a pesar d'haver contribuït a vèncer Napoleó, va perdre l'illa de Malta, que passà a mans del Regne Unit. El regne tampoc va obtenir els enclavaments papals en territori napolità com són el Benevent i Pontecorvo.
El rei napolità hagué de signar el 12 de juny de 1815 un tractat secret amb l'Imperi d'Àustria pel qual es comprometia a no canviar les institucions polítiques del regne i atorgar-li 25.000 soldats (reduïts a 13.000 el 4 de febrer de 1819) en cas de guerra. El rei va pagar un car preu per recuperar el regne: hagué de renunciar a l'illa de Malta, la qual cosa també imposava una reducció del 10% sobre els drets duaners d'importació dels seus productes.
| «                     | El punt dels meus drets de sobirania sobre Malta ha de cedir a l'interès més gran, el qual avui en dia és recuperar el meu Regne de Nàpols | » |
| — Ferran IV de Nàpols | |   |

Per acord del congrés de Viena Ferran IV de Nàpols va emetre un decret pel qual unificava els regnes de Nàpols i Sicília en el Regne de les Dues Sicílies, adoptant el nom de Ferran I de les Dues Sicílies.

### El problema sicilià

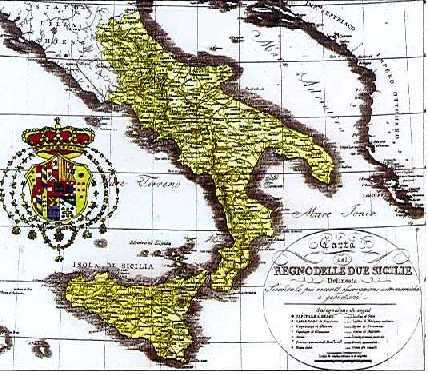
Mapa del Regne de les Dues Sicílies al

La creació del Regne de les Dues Sicílies, o sigui, la pèrdua d'independència de Sicília, va caure molt malament als sicilians. Des dels temps de la dominació catalanoaragonesa s'havien negat a la submissió enfront de governs napolitans; així mateix Sicília va perdre la constitució aprovada el 1812, inspirada en el model anglès. Aquest fet exacerbà els ànims contra els napolitans, perquè en realitat l'organisme parlamentari es remuntava al temps d'ocupació normanda, fet del qual els sicilians n'estaven orgullosos i al qual també tots els reis que havien governat l'illa havien jurat fidelitat, encara que en realitat aquest parlament no tenia esperit democràtic, representava la voluntat de la noblesa i generalment era manipulat pels sobirans.
Les relacions entre els borbons i els barons sicilians van ser cordials fins al 1780, quan amb l'embranzida de l'absolutisme reformador amb els ideals de la Il·lustració, el rei de Nàpols Ferran IV va enviar a l'illa al marquès Domenico Caracciolo per reduir el poder de Sicília. A partir de llavors van augmentar les desconfiances recíproques entre napolitans i sicilians, així el 1778 es limitaren els drets de transmissió hereditària dels feus, el 4 de maig de 1789 es va abolir el vassallatge personal i el 1790 s'aprovà un projecte d'un nou cadastre, que havia de ser la base d'un sistema fiscal que reduïa els privilegis dels barons.

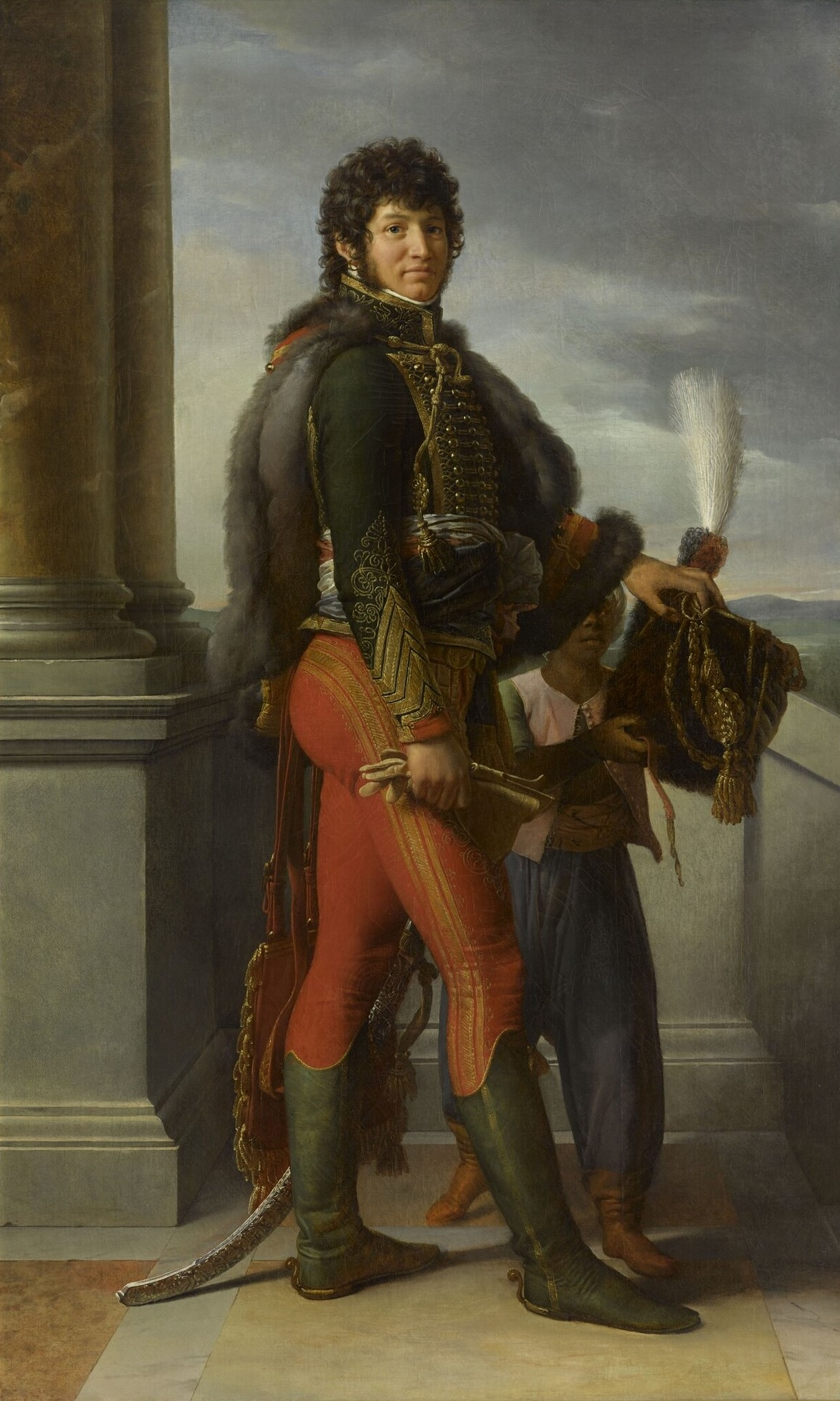
Retrat de Joachim Murat, pintat per François Gérard el 1801.

Durant l'ocupació francesa del Regne de Nàpols el sobirà es refugià a Sicília gràcies a la protecció del Regne Unit. El 1812 s'hi abolí el feudalisme i va ser promulgada una nova constitució, amb el model anglès. El Regne Unit, promotor de la transformació de monarquia absoluta a monarquia constitucional, desitjava apoderar-se de l'illa. L'enviat anglès lord Bentinck negocià amb un enviat de Joachim Murat a l'illa de Ponça que el sobirà francès es mantindria en el poder encara que caigués Napoleó, a canvi que Sicília fos cedida al Regne Unit.
Després del congrés de Viena l'austríac Klemens von Metternich defensà la restitució de Ferran I per afavorir els interessos de l'Imperi d'Àustria al territori meridional. A canvi de la seva obstinació personal perquè Sicília quedés en poder de Ferran, Metternich demanà a la casa de Borbó 2 milions de francs. El rei napolità en va voler pagar solament 1.200.000 però el diplomàtic austríac no ho va acceptar perquè el seu patrimoni familiar havia estat dilapidat pel seu pare. El Regne Unit es va conformar a posseir solament Malta pel fet que la península Itàlica estava influenciada per Àustria, i el més important per als britànics era evitar en aquell moment la influència francesa sobre la regió.
Els sicilians no van estar d'acord amb la nova llei de Ferran I que reservava a ell mateix gairebé totes les responsabilitats administratives de l'illa. També el clergat s'oposà a la monarquia napolitana i va reclamar la representació política de 65 membres al parlament establert per la constitució de 1812. El 1819, però, la legislació administrativa, centralitzada i antifeudal, fou incorporada també a Sicília, però va trobar moltíssima resistència per part de la noblesa. No fou fins al 1838 que es va poder abolir el caràcter patrimonial de les terres dels barons i es donà fi al feudalisme.

### L'intent constitucional

Imatge de Ferran II de les Dues Sicílies

A l'ascens de Ferran II de les Dues Sicílies al poder el 1830, en substitució del breu regnat del seu pare Francesc I, impulsà la modernització del país i la independència de l'estat respecte a les nacions europees. Va reduir dràsticament els privilegis i els impostos, i va prohibir la mendicitat.
El 29 de gener de 1848 Ferran II fou el primer sobirà italià a ratificar una constitució (promulgada el 10 de febrer del mateix any) donada la greu revolta siciliana per la independència iniciada cap a fins del 1847 i per la insistència dels liberals napolitans. En aquell moment els italians meridionals estaven a l'avantguarda del liberalisme, havent firmat ja anteriorment dues constitucions més el 1812 i el 1820 (posteriorment anul·lades pels seus sobirans). La premsa italiana es va felicitar i en la majoria d'estats italians es realitzaren mostres de suport a aquesta decisió: així, a la ciutat de Torí sortiren dues mil persones a manifestar-se davant l'ambaixador de les Dues Sicílies, però es trobaren davant la posició contrària del rei de Sardenya Carles Albert I:
| «                             | No soc com aquell Borbó que ha acceptat les demandes dels insurgents, fent la cosa més destructiva que es pot imaginar | » |
| — Carles Albert I de Sardenya | |   |

Bandera del Regne constitucional de las Dues Sicílies (1848)

Amb aquesta constitució es va formar un parlament amb dues cambres: una de 164 membres escollits pel poble i una altra de 50 escollits pel rei. El 18 de març es va agregar l'adjectiu constitucional al nom del regne en el diari oficial de l'estat. El 3 d'abril la bandera de les Dues Sicílies (blanca amb l'escut Borbó al centre) va incorporar una vora verda i vermella.
Amb la realització de les eleccions el 18 d'abril es constituí el primer parlament constitucional del país, que inicià les seves activitats el 15 de maig. Diversos diputats liberals s'oposaren a realitzar el jurament al rei i intentaren que Ferran II ataqués aquests intents de revolta amb mà dura, cosa que el rei no feu. La difusió de rumors falsos feu que el rei acordés retallar la llibertat de premsa, però a partir de juny de 1848 les relacions entre govern i rei foren insostenibles. Després de revoltes internes a l'illa de Sicília el rei envià una flota el setembre de 1848 per ocupar la totalitat de l'illa i, posteriorment, el 19 de maig de 1849 la constitució fou suspesa i retornà a l'antiga bandera blanca amb l'escut Borbó al centre.

### El declivi del regne

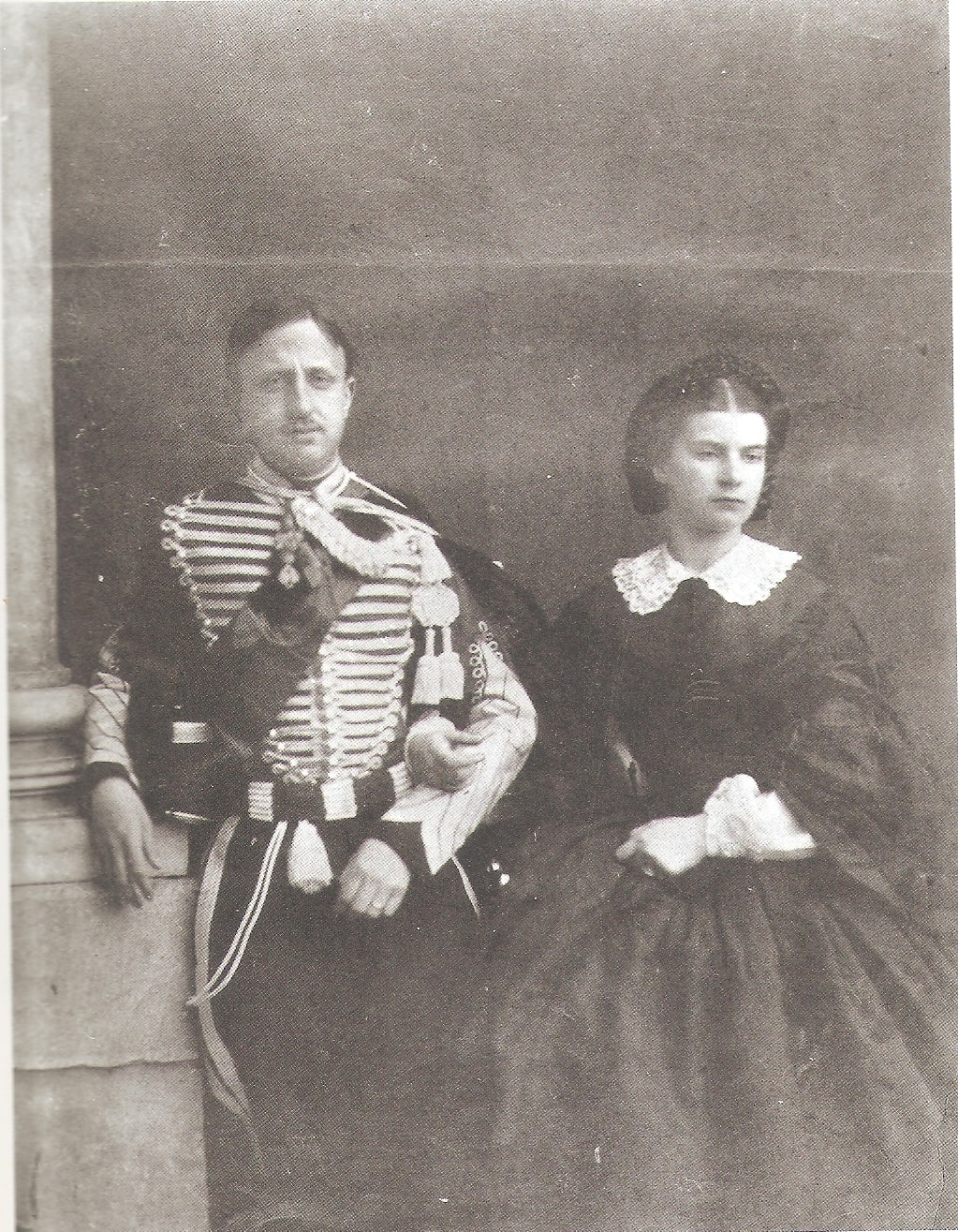
Francesc II i la seva esposa, Maria Sofia de Baviera

Amb l'ascens al tron de Francesc II de les Dues Sicílies el 1859, un jove sense experiència, les potències europees intentaren atreure aquest regne a les seves esferes d'influència. Així tant el Regne Unit com França van demanar al jove rei la reactivació de la monarquia constitucional i intervenir en les seves guerres, un gest que Francesc II no seguí.
El 7 de juny, torbat per les manifestacions dels liberals napolitans que volien estar en guerra al costat del Regne del Piemont i el seu expansionisme a costa de l'Imperi austríac, Francesc II nomenà com a president del consell i ministre de guerra Carlo Filangieri, una figura militar i política de primer nivell conegut i respectat mundialment. La negativa del rei a concedir una constitució i aliar-se amb el Piemont fou determinant per a la caiguda del regne i perquè el poble meridional se salvés d'una unificació a la força. El Regne Unit, però, aconsellà la neutralitat al rei napolità perquè després d'una victòria de Napoleó III França estendria la seva influència també vers el sud. Això provocà una política d'aïllament del Regne de les Dues Sicílies en el context diplomàtic europeu, ple d'aliances diplomàtiques.
Després de la victòria francopiemontesa en la Segona Guerra d'Independència italiana, el Regne Unit hagué de canviar la seva política, i observà la necessitat de crear un estat italià unit que frenés la influència francesa a la península Itàlica.

## Invasió i caiguda del regne

### Les rebel·lions a Sicília
El 1820, i posteriorment el 1848, es produïren les primeres revolucions a Sicília, un moment en el qual no hi havia cap ideal unitari, sinó que els sicilians buscaven el seu alliberament del domini napolità. El 13 d'abril de 1848 es proclamà la decadència de Ferran II i es va oferir la corona a la dinastia Savoia, la qual es va negar a acceptar-la davant les amenaces de Ferran II d'iniciar un conflicte armat.
No obstant això, sota el govern Borbó, Sicília gaudia d'excepcionals privilegis: els impostos eren baixos, no existia el servei militar obligatori i la vida i la propietat eren segures. Per la seva banda, però, Giuseppe Mazzini incitava les rebel·lions dels sicilians i els enviats dels rebels es reuniren al nord per demanar ajuda. Per al Regne de Sardenya aquest clima era perfecte per a començar la conquesta del sud.

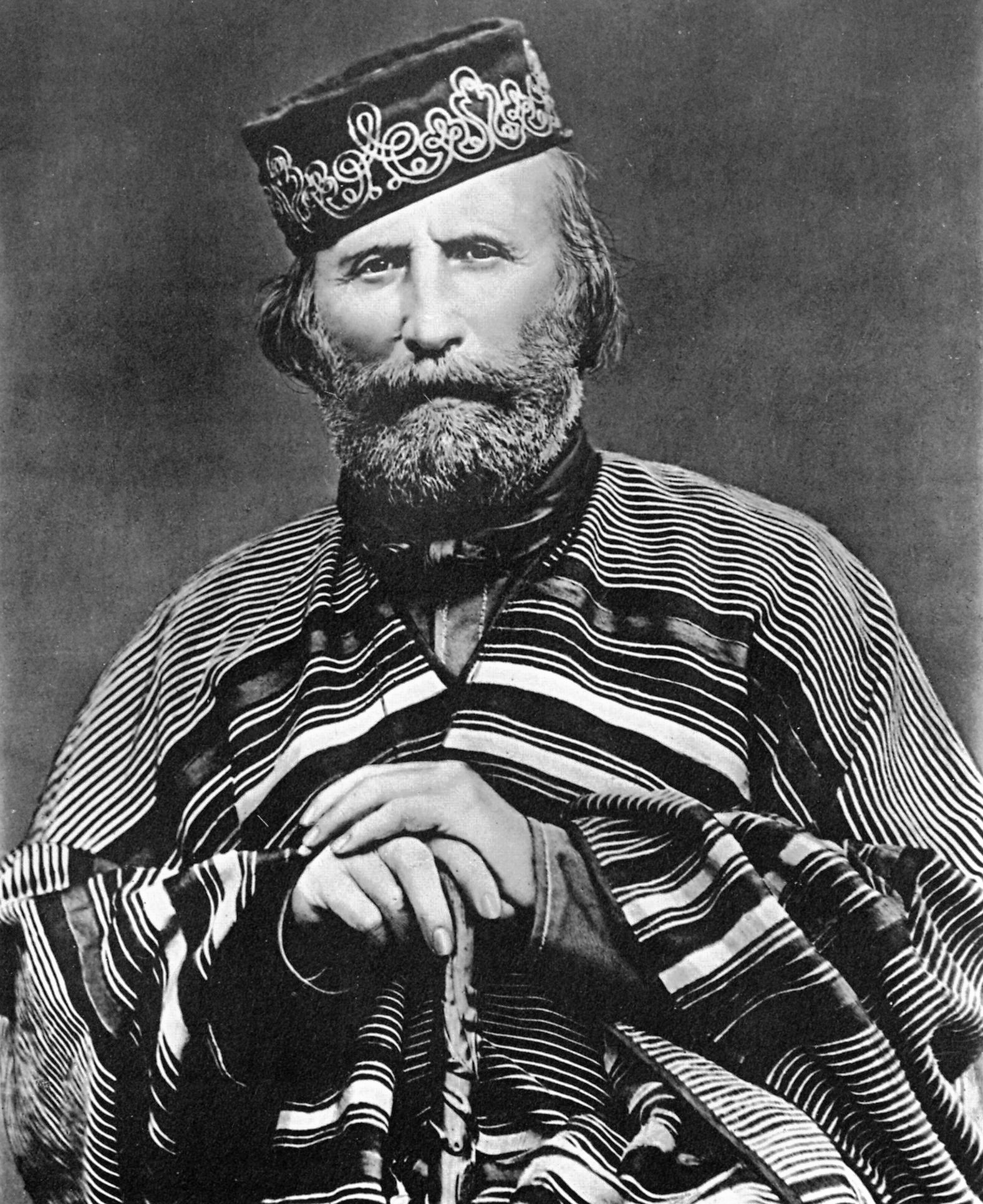
Imatge de Giuseppe Garibaldi l'any 1866

Giuseppe Garibaldi, amb l'anomenada "Expedició dels Mil", fou qui inicià la conquesta del Regne de les Dues Sicílies gràcies als acords entre el Regne Unit i el Piemont-Sardenya. Així el 6 de maig de 1860 salpa del port de Quarto dei Mille amb 1.033 soldats. El 12 de maig iniciaren l'atac a l'interior de Sicília, i el dia 14 el mateix Garibaldi proclamà la fi de la dinastia borbònica a Sicília i s'autonomenà dictador de l'illa en nom de Víctor Manuel II de Sardenya. Després de la presa de la ciutat de Palerm a finals del mes de maig el rei Ferran II de les Dues Sicílies firmà la capitulació el 8 de juny del mateix any. En un acte desesperat per aconseguir la pacificació del país i finalitzar la guerra demanà ajuda a Napoleó III el 12 de juny, el qual respongué que havia d'"accedir a les exigències del moment, és a dir, a l'ideal nacional". A finals d'aquell mes posà novament en vigor la Constitució de 1848 i canvià la bandera borbònica per la bandera tricolor italiana amb l'escut borbònic al centre, un fet que provocà la pèrdua de poder del mateix rei i l'augment de la burocràcia interna en temps de guerra.
Els esforços diplomàtics del rei Borbó resultaren en va, cap potència europea va córrer al seu auxili davant l'atac del Regne de Sardenya-Piemont. El 7 de setembre Garibaldi aconseguí entrar a la ciutat de Nàpols, i fou rebut per part de la població com un heroi. Des del seu exili als Estats Pontificis Ferran II reordenà un exèrcit, que finalment fou derrotat l'1 d'octubre en la batalla de Volturno.
El plebiscit convocat el 8 d'octubre mitjançant el sufragi universal masculí refermà la condició del poble napolità i sicilià en favor de la unió amb el Piemont-Sardenya. Després de la desfeta de Gaeta el 13 de febrer de 1861 el rei es retirà cap als Estats Pontificis i abdicà de la corona de les Dues Sicílies; fou nomenat el 17 de març Víctor Manuel II de Savoia rei del Regne d'Itàlia.